# Walter V z Brienny
Walter z Brienne – władca Księstwa Aten w latach 1308–1311. Brat Jana I de la Roche.
Syn Hugona z Brienne, baliwa księstwa Aten w latach 1291–1294, i Izabeli de la Roche, dziedziczki Teb. Owdowiawszy jego ojciec ożenił się ponownie z Heleną Angeliną, wdową po Wilhelmie I de la Roche, która sprawowała regencję w imieniu małoletniego Gwidona II de la Roche.
W 1306 roku Walter poślubił Joannę de Chatillon. Objął władzę na Księstwem Aten po bezpotomnej śmierci Gwidona II. Snując ambitne plany opanowania pogrążającej się w coraz większym chaosie Tesalii zawarł porozumienie z Kompanią Katalońską i w 1310 roku najechał Tesalię. Został odparty przez połączone siły tesalskie i bizantyńskie. W następnym roku doszło do konfliktu między Walterem a najemnikami katalońskimi. 15 marca 1311 nad rzeką Kefisos w Beocji doszło do bitwy. Zebrane przez Waltera ze wszystkich państewek łacińskich wojsko, w sile 700 rycerzy, mimo przewagi liczebnej doznało klęski w starciu z Katalończykami. Bitwa skończyła się pogromem armii księcia Aten i śmiercią Waltera z Brienne. Katalończycy zajęli Teby i zaatakowali Ateny, których próbowała bronić wdowa po Walterze Joanna. Ostatecznie wraz z synem opuściła Grecję. Peloponeskie posiadłości Waltera wokół Argos i Nauplii pozostały w ręku Joanny i jej syna.